# Muzeum Zgromadzenia Księży Orionistów w Zduńskiej Woli
Muzeum Dziejów Zgromadzenia Księży Orionistów w Polsce – muzeum z siedzibą w Zduńskiej Woli. Placówka jest prowadzona przez księży Orionistów (Małe Dzieło Boskiej Opatrzności), a jego siedzibą jest Dom Misyjny Zgromadzenia Małego Dzieła Boskiej Opatrzności w Zduńskiej Woli przy ul. Łaskiej 88.
Muzeum zostało otwarte 31 października 2004 r. podczas uroczystości dziękczynnych za kanonizację założyciela zgromadzenia, św. Alojzego Orione. Uroczystości przewodniczył ówczesny Prymas Polski, kard. Józef Glemp. Muzealna wystawa została przygotowana przez Muzeum Historii Miasta Zduńska Wola i członków Towarzystwa Przyjaciół Zduńskiej Woli, a rozpoczyna ją symboliczna łódź-krosno z masztem-krzyżem, nawiązująca do przybycia orionistów do Zduńskiej Woli w 1923 r. Orędownikiem powstania muzeum i jego pierwszym opiekunem był ks. Marian Kliś.  
Aktualnie w muzeum prezentowane są następujące ekspozycje:
- biograficzne, poświęcone osobom: św. Alojzego Orione, św. Jana Pawła II, abp. Bronisława Dąbrowskiego, ks. dr Bolesława Majdaka - historyka i kronikarza zgromadzenia oraz ks. Leszka Wojtysia,
- przedmiotów kultu religijnego - m.in. pochodzące z XVII wieku naczynia liturgiczne, ornaty i różańce,
- zbiory falerystyczne (ordery, medale), numizmatyczne oraz filatelistyczne, poświęcone osobom Jana Pawła II, św. Alojzego Orione i św. Maksymiliana Kolbe,
- etnograficzna oraz poświęcona pracy członków zgromadzenia w krajach misyjnych (Kenia, Madagaskar, Meksyk, Argentyna, Brazylia, Urugwaj, Australia, Białoruś, Ukraina).

Muzeum jest obiektem całorocznym, czynnym po uprzednim uzgodnieniu u opiekuna placówki.